# Rinka Duijndam
Rinka Duijndam (n. 6 august 1997, Wateringen⁠(d), Olanda de Sud, Țările de Jos) este o handbalistă neerlandeză care evoluează pe postul de portar pentru clubul românesc CS Rapid București și pentru echipa națională a Țărilor de Jos.

## Biografie
Rinka Duijndam a jucat handbal pentru HV VELO la junioare iar din 2013 a evoluat pentru echipa de senioare HV Quintus. În 2013 a participat împreună cu selecționata de junioare a Țărilor de Jos la Campionatul European pentru Junioare din Polonia și în 2014 la Campionatul Mondial pentru Junioare desfășurat în Macedonia de Nord. Alături de naționala de tineret a Țărilor de Jos, a participat la ediția din 2016 a Campionatului Mondial pentru Tineret. În 2016 s-a transferat în Germania la HSG Bad Wildungen. A debutat la naționala de senioare a Țărilor de Jos pe 17 martie 2017 într-un meci amical cu Islanda. După două sezoane petrecute la HSG Bad Wildungen ea s-a transferat la Borussia Dortmund iar din vara lui 2021 până în februarie 2022 a jucat pentru Thüringer HC. La Campionatul European din 2018 Rinka Duijndam împreună cu naționala Țărilor de Jos a obținut medaliile de bronz. În decembrie 2019, a făcut parte din echipa Țărilor de Jos care a câștigat medalia de aur la Campionatul Mondial desfășurat în Japonia, învingând în finală Spania cu scorul de 30-29. În sezonul 2022-2023 a evoluat pentru echipa norvegiană Sola HK iar în 2023 s-a mutat în Ungaria pentru a juca la Győri Audi ETO KC. În 2024 Rinka Duijndam s-a transferat la Rapid București.
Rinka Duijndam a absolvit Institutul Johan Cruyff în domeniul marketing sportiv.

## Palmares
- Campionatul Mondial:
  -  Medalie de aur: 2019

- Campionatul European:
  -  Medalie de bronz: 2018

- Liga Campionilor:
  -  Câștigătoare: 2024
  - Play-off: 2021

- Liga Europeană:
  - Sfertfinalistă: 2023
  - Turul 2: 2022

- Cupa EHF:
  - Turul 3: 2019

- Cupa Challenge:
  - Sfertfinalistă: 2014, 2016
  - Turul 3: 2015

- Campionatul Țărilor de Jos:
  -  Medalie de argint: 2016
  -  Medalie de bronz: 2015

- Cupa Țărilor de Jos:
  -  Finalistă: 2016

- Campionatul Germaniei:
  -  Câștigătoare: 2021

- Campionatul Norvegiei:
  -  Medalie de bronz: 2023

- Cupa Norvegiei:
  -  Finalistă: 2023

- Campionatul Ungariei:
  -  Medalie de argint: 2024

- Cupa Ungariei:
  -  Finalistă: 2024

## Galerie de imagini

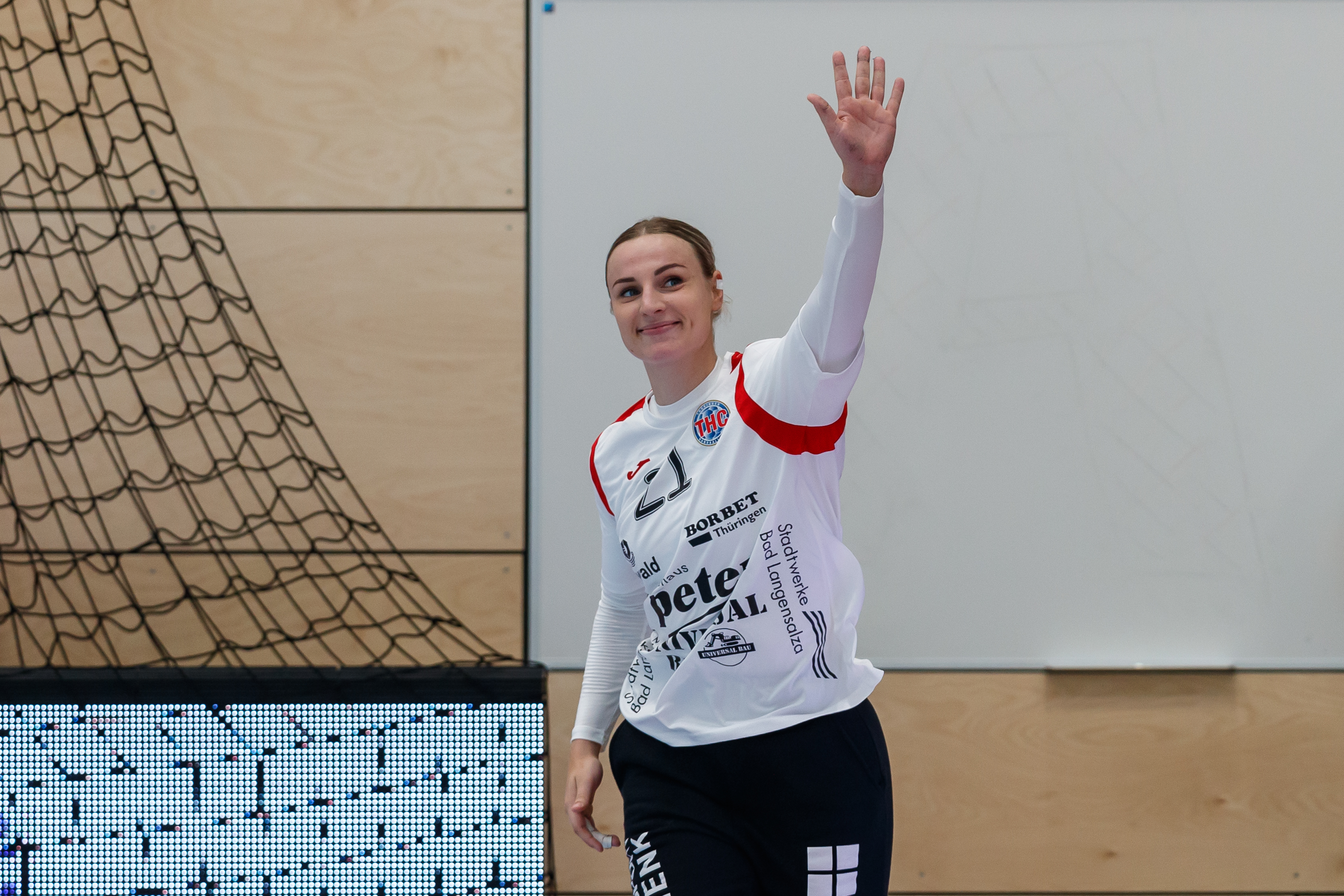
Rinka Duijndam, 4 septembrie 2021. Duijndam (nr. 21, în roșu, alb și negru) în timpul partidei dintre Thüringer HC și HSG Bensheim/Auerbach din cadrul Campionatului Germaniei ediția 2021-2022, desfășurată în Salzahalle din Bad Langensalza.
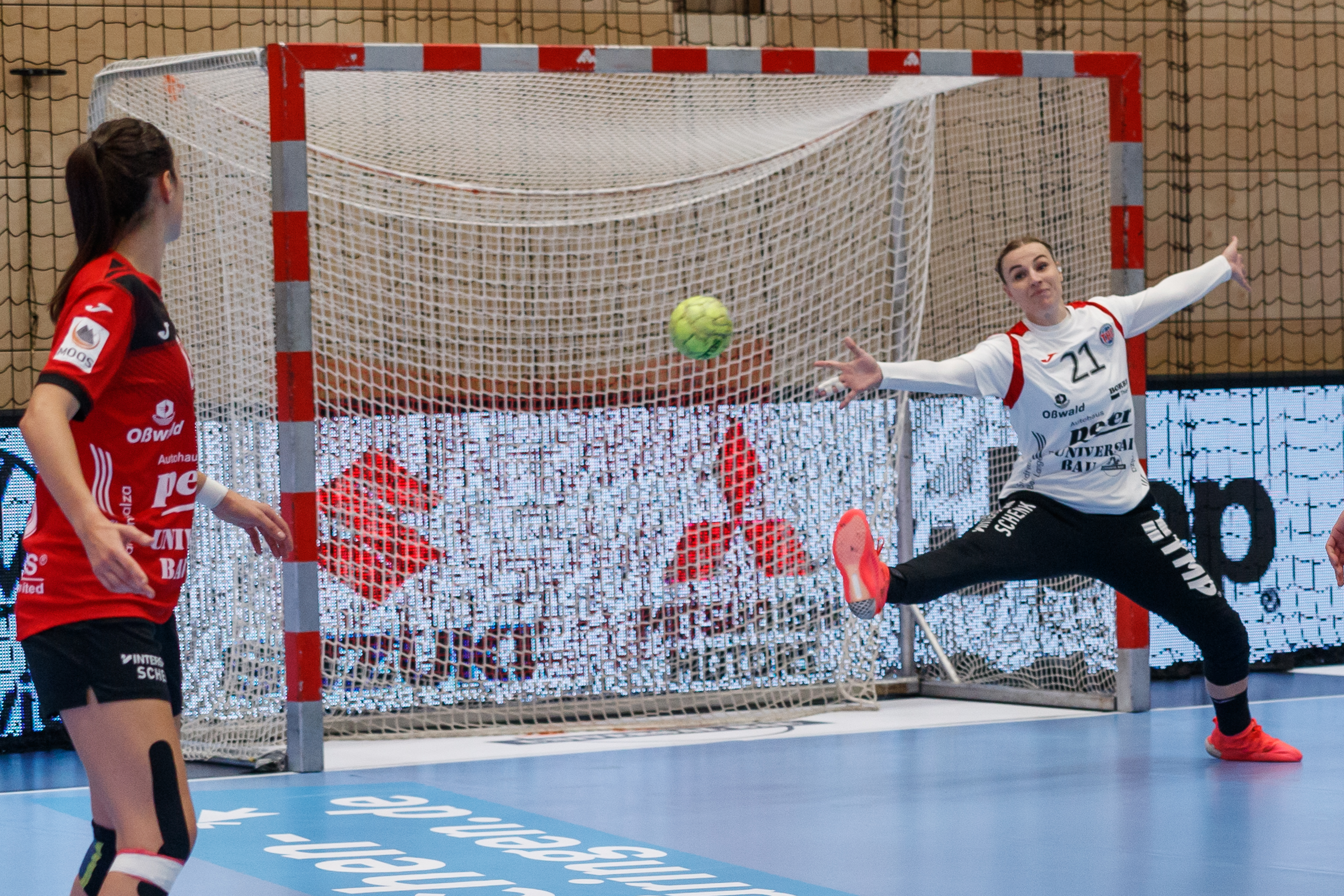
Rinka Duijndam, 17 septembrie 2021. Duijndam (nr. 21, în roșu, alb și negru) în timpul partidei dintre Thüringer HC și TuS Metzingen din cadrul Campionatului Germaniei ediția 2021-2022, desfășurată în Salzahalle din Bad Langensalza.
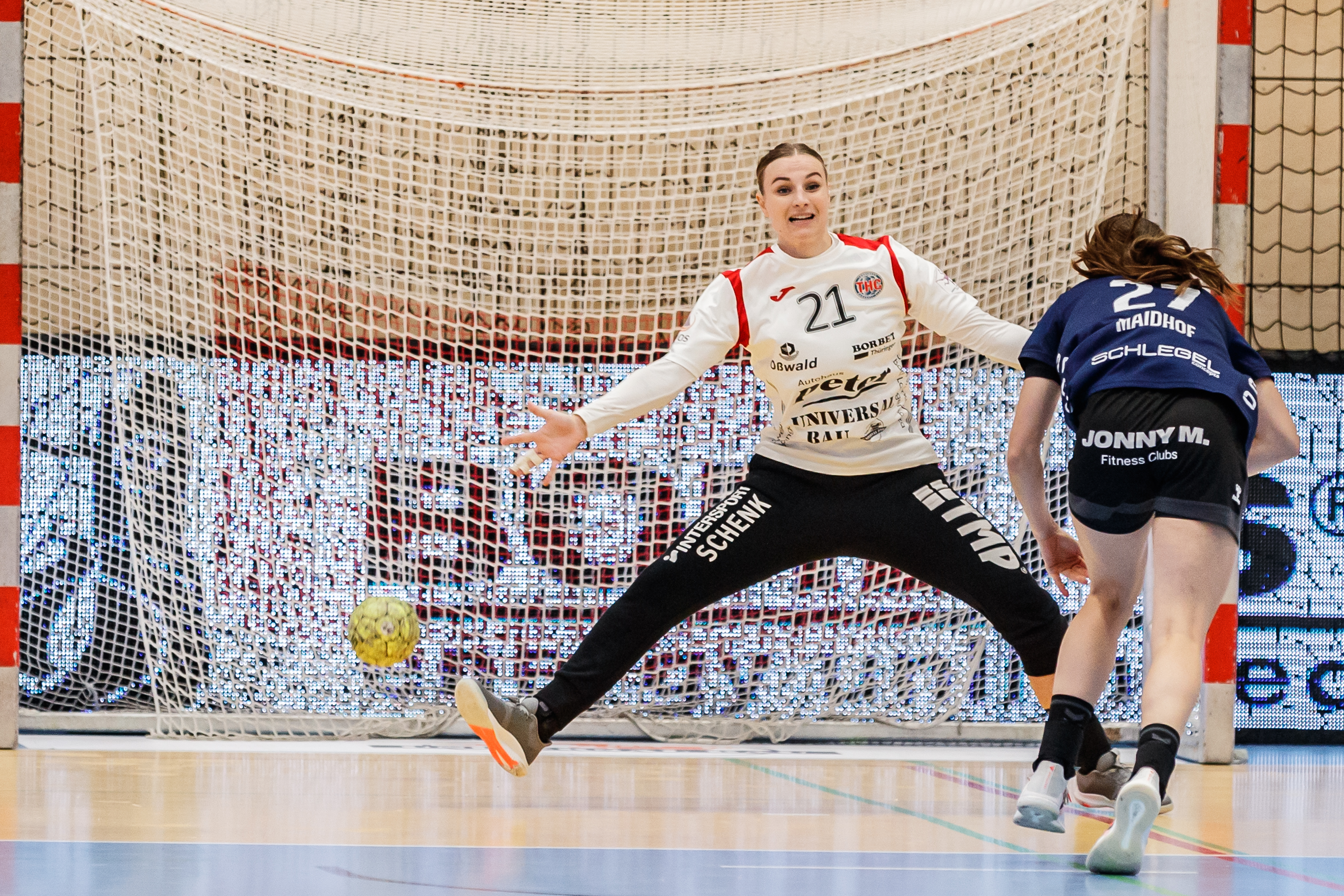
Rinka Duijndam, 29 septembrie 2021. Duijndam (nr. 21, în roșu, alb și negru) în timpul partidei dintre Thüringer HC și SG BBM Bietigheim din cadrul Campionatului Germaniei ediția 2021-2022, desfășurată în Salzahalle din Bad Langensalza.
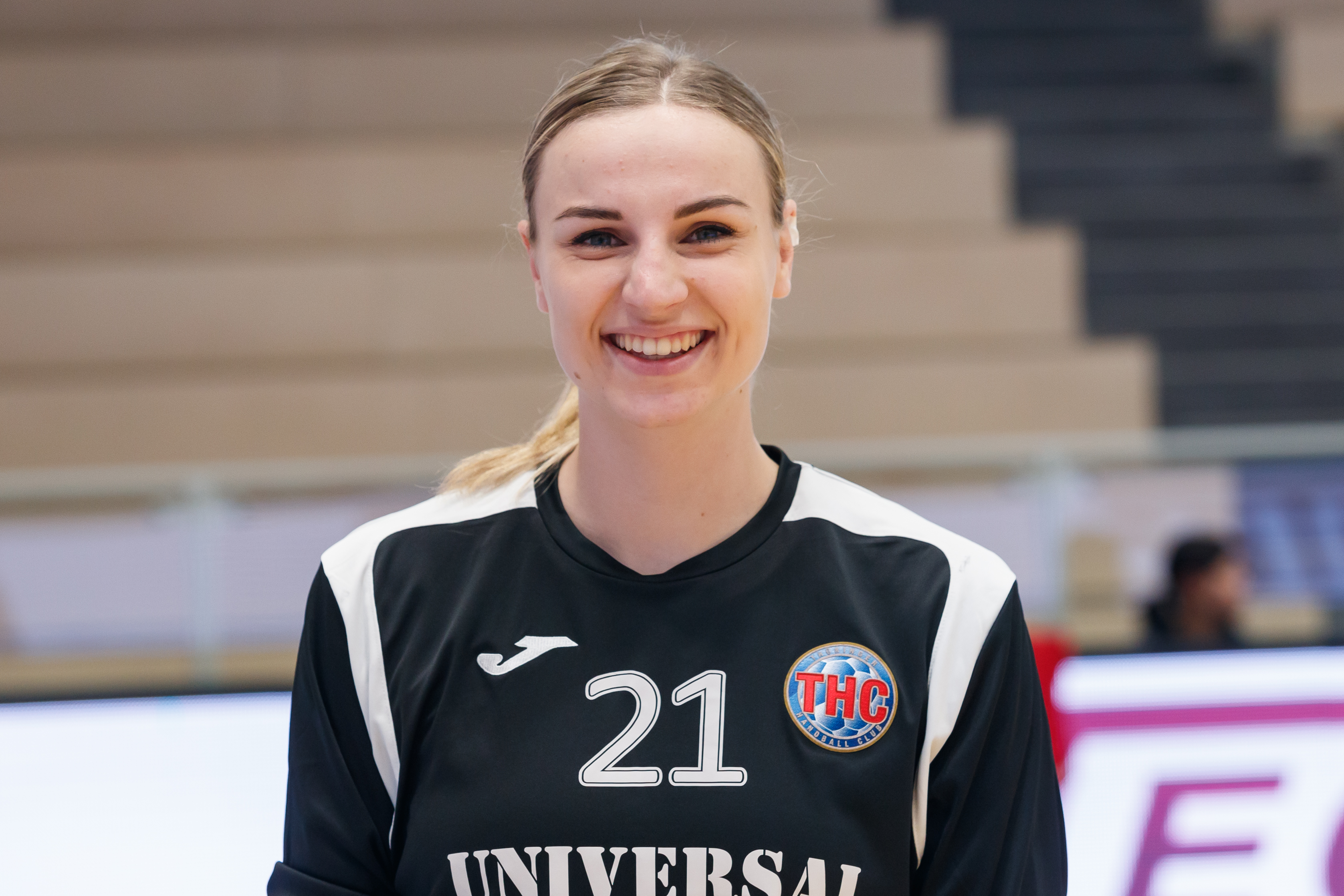
Rinka Duijndam, 26 august 2021. Duijndam (nr. 21, în alb și negru) în timpul partidei amicale dintre Thüringer HC și BSV Sachsen Zwickau desfășurată în Salzahalle din Bad Langensalza.
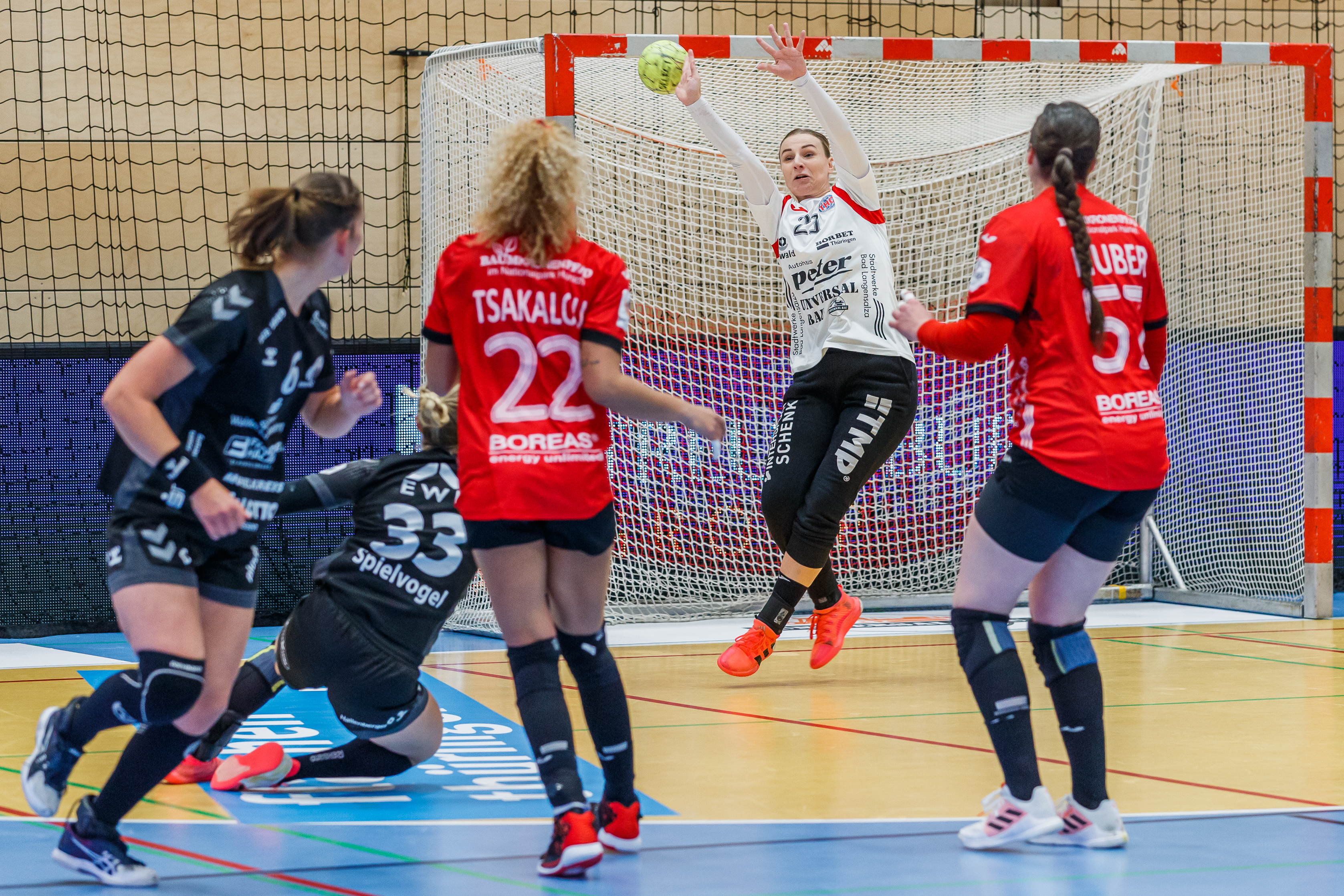
Rinka Duijndam, 30 octombrie 2021. Duijndam (nr. 21, în alb și negru) în timpul partidei amicale dintre Thüringer HC și HSG Bad Wildungen din cadrul Campionatului Germaniei ediția 2021-2022, desfășurată în Salzahalle din Bad Langensalza.
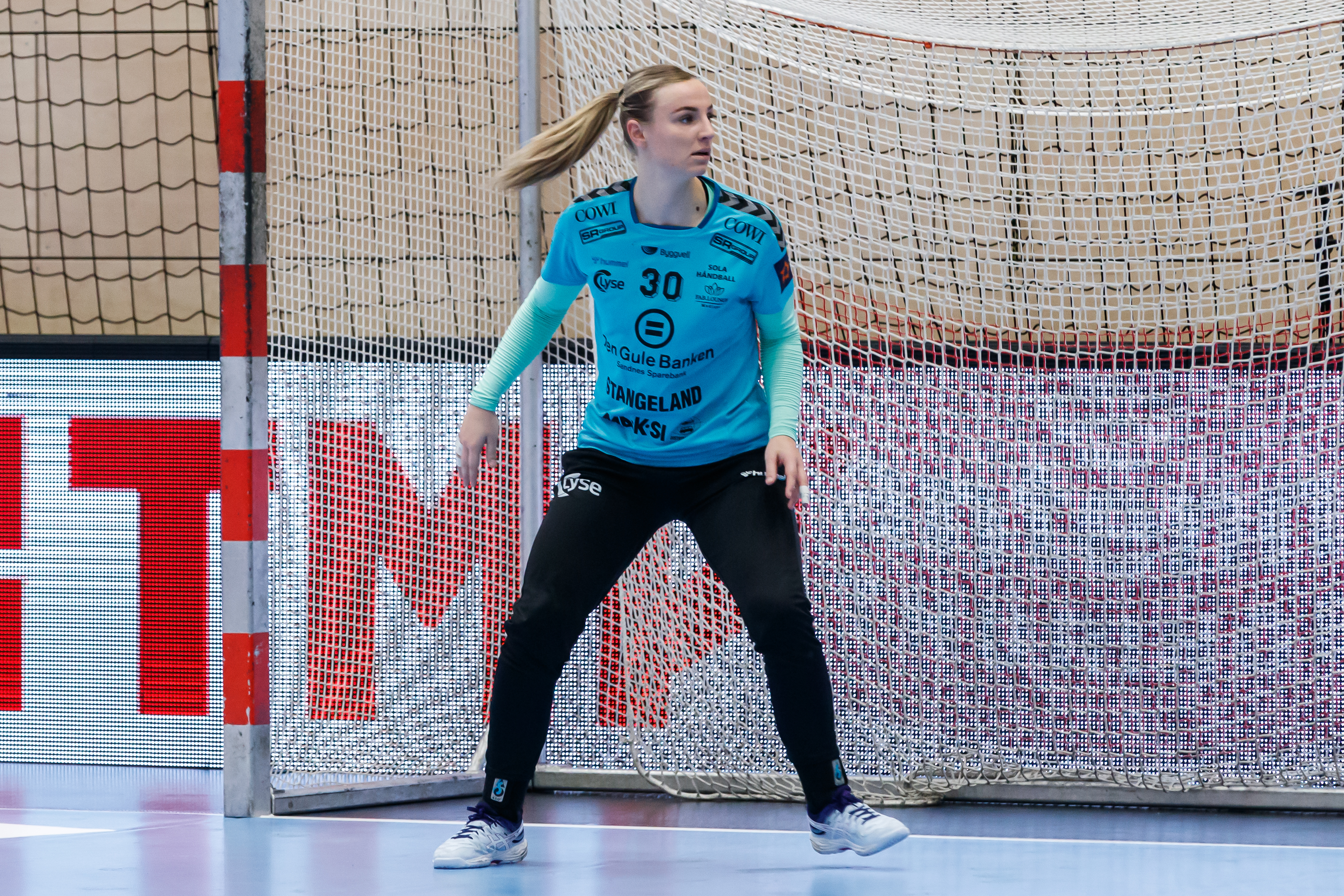
Rinka Duijndam, 26 martie 2023. Duijndam (nr. 30, în albastru și negru) în timpul partidei dintre Thüringer HC și Sola HK din cadrul sferturilor de finală ale Ligii Europene ediția 2022-2023, desfășurată în Salzahalle din Bad Langensalza.
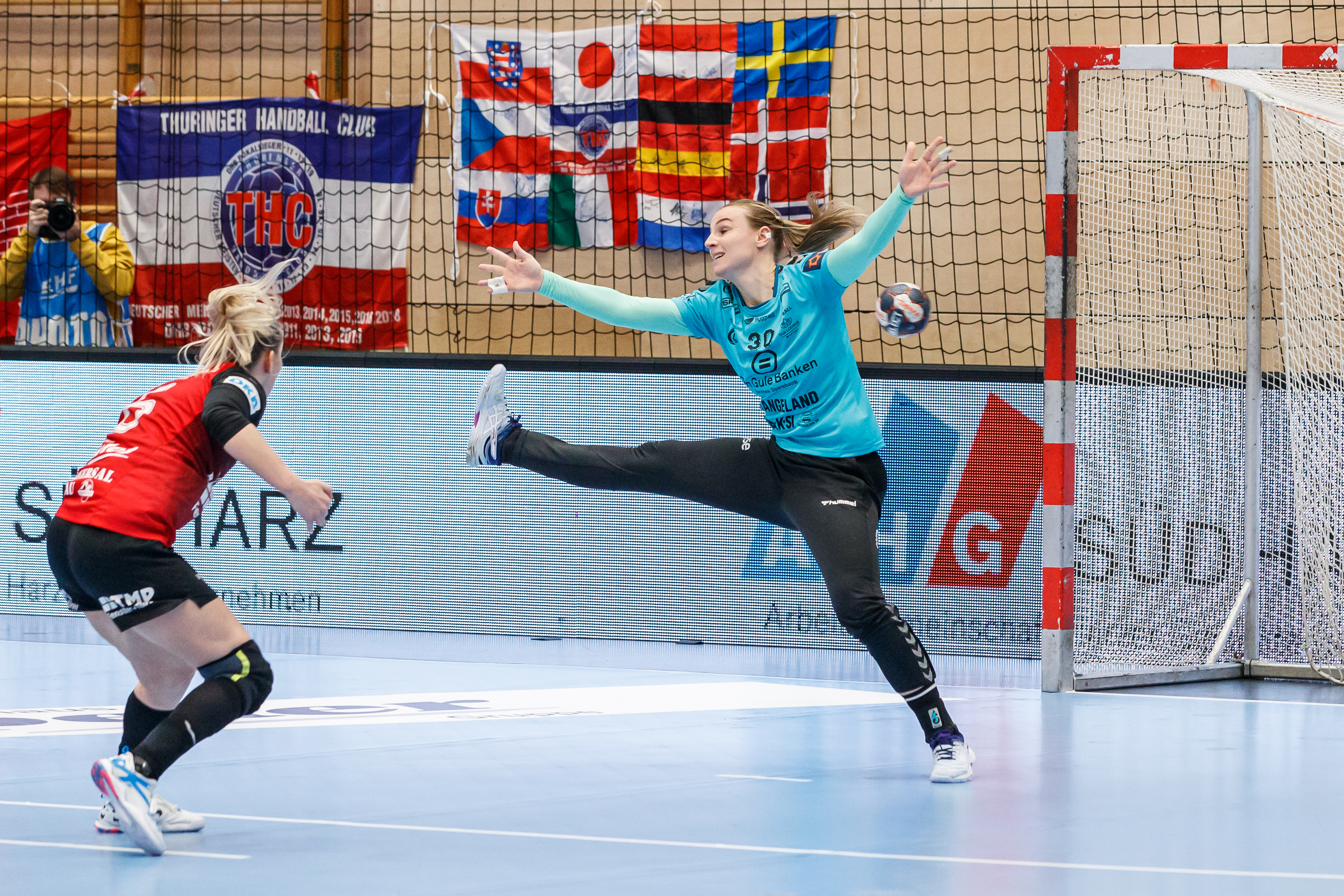
Rinka Duijndam, 26 martie 2023. Duijndam (nr. 30, în albastru și negru) în timpul partidei dintre Thüringer HC și Sola HK din cadrul sferturilor de finală ale Ligii Europene ediția 2022-2023, desfășurată în Salzahalle din Bad Langensalza.